# Хакея белокрылая
Хакея светлокрылая, Хакея белокрыльная, Хакея белокрылая (лат. Hakea leucoptera) — кустарник или небольшое дерево, вид рода Хакея (Hakea) семейства Протейные (Proteaceae), произрастающий в центральной части материковой части Австралии. Цветёт с конца весны до лета.

## Ботаническое описание

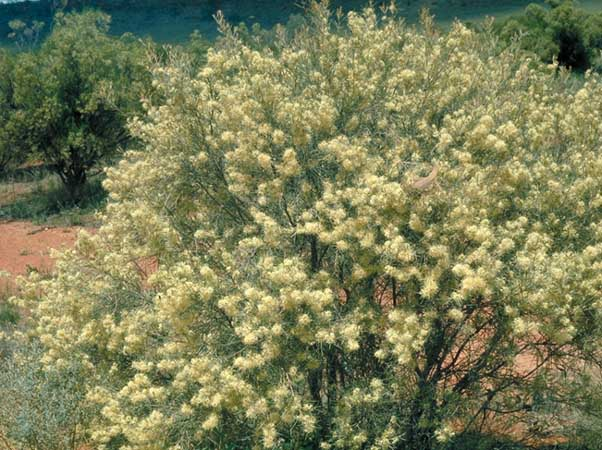
Общий вид H. leucoptera.

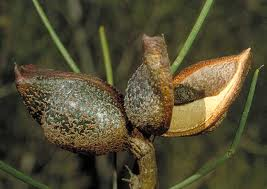
Плоды H. leucoptera

Общий вид Hakea leucoptera сильно варьирует. Это может быть небольшое ветвистое дерево до 5 м или небольшой многоствольный кустарник до 3 м высотой. Вид широко распространён во всех континентальных штатах Австралии, встречаясь в густых зарослях кустарников, как отдельные деревья или большое родительское дерево, окружённое потомством. У него красновато-коричневая мелкозернистая мягкая древесина, которая становится твёрдой и хрупкой при высыхании. Листья от серебристо-серых до серо-голубых жёсткие и цилиндрические, 8–35 мм в длину и около 1,5 мм в ширину с колючим заострённым кончиком. Молодые листья волосистые, но по мере созревания они становятся гладкими. Эффектные кремово-белые цветки образуются на коротких безволосых стеблях длиной около 4 мм в пучках по 20 и более в пазушных кистях. Цветёт с конца весны до лета. Плод длиной около 20–30 мм, набухший у основания и сужающийся к кончику. Капсулы раскрываются пополам в продольном направлении, высвобождая 2 семени, которые имеют непрозрачное крыло только с одной стороны. Плоды могут сохраняться на ветвях до следующего цветения. Снятые незрелые семена не досозревают вне растения. После снятия плоды обычно высыхают и открываются в течение 1-2 недель. Эту хакею легко выращивать из свежих семян, которые обычно прорастают через 3–6 недель, и семена пригодны для прямого посева.

## Таксономия
Вид Hakea leucoptera был описан в 1810 году Робертом Брауном, а описание было опубликовано в Transactions of the Linnean Society of London. Видовой эпитет — от древнегреческих слов leukos, означающих «белый», и pteron, означающих «перо», «крыло» или «плавник».
В 1996 году Уильям Бейкер описал два подвида H. leucoptera:
- Hakea leucoptera leucoptera с белыми шерстистыми опушёнными (приподнятыми) волосками на ости соцветия[15];
- Hakea leucoptera sericipes с блестящими белыми или коричневыми и прижатыми волосками[16].

Hakea leucoptera рассматривали как часть группы Sericea, группы преимущественно восточных штатов, для которой характерны простые листья округлые в сечении, малоцветковые соцветия, волосатые цветоножки и одиночные, заметно древесные плоды, которые часто заметно веррукозные или гнойничковые и обычно с рогами. Другими членами группы являются H. actites, H. constablei, H. decurrens, H. gibbosa, H. kippistiana, H. lissosperma, H. macraeana, H. macrorrhyncha, H. ochroptera, H. sericea и H. tephrosperma, преимущественно из восточных штатов Австралии.

## Распространение и местообитание
H. leucoptera — широко распространённый вид, встречается в каждом штате Австралии, кроме Тасмании, и широко известен как сухой вид, особенно в засушливых и полузасушливых регионах.

## Использование
Кустарничные формы приемлемы для хранения во времена острой нехватки корма.
Курительные трубки изготовлялись из корней растения. В 1895 году в Сиднее была основана Австралийская компания по производству игольчатых трубок.
Растение было важно для коренных народов и исследователей внутренних районов, так как они добывали воду из корней. Для этого дерево сжигалось, что вынуждало воду собираться в корнях, а затем корни выкапывались. Один конец помещался над медленным огнем, а другой над контейнером для сбора воды. Эта особенность позволяет растению быстро восстанавливаться после пожара.
Сладкий питательный напиток изготовлялся при помещении набухших цветочных бутонов в чашку с водой. Цветы Hakea leucoptera производят высококачественный мёд.
Коренные жители внутренней Австралии использовали дерево в качестве лекарственного средства. Обожжённую кору дерева наносили на ожоги и открытые язвы. Смесь обожжённой коры объединялась с животным жиром для получения лечебной мази.
Стручки семян также использовались для украшения коренными народами. Древесина хорошо полируется и имеет очень эффектный вид. Она также использовалась для небольших кожевенных изделий.